# Voiteur
Voiteur település Franciaországban, Jura megyében. Lakosainak száma 784 fő (2022. január 1.). Voiteur Domblans, Château-Chalon, Lavigny, Le Louverot, Nevy-sur-Seille és Le Vernois községekkel határos.

## Népesség
A település népessége az elmúlt években az alábbi módon változott:
| Lakosok száma | 724  | 731  | 713  | 773  | 748  | 739  | 746  | 770  | 785  | 784  |
|               | 1968 | 1982 | 1990 | 2006 | 2013 | 2015 | 2017 | 2019 | 2020 | 2022 |